# Lapsarianismo
En la religión cristiana el lapsarismo u orden lógico del decreto de Dios es el estudio del orden lógico (en su mente, antes de la Creación) del decreto de Dios de ordenar o permitir la caída del hombre y la reprobación en relación con su decreto de elegir y salvar a los pecadores. Se han propuesto diversas posiciones contrapuestas, todas las cuales poseen nombres con la raíz latina lapsus, que significa caída.
El supralapsarismo (también denominado antelapsarismo) es la posición que sostiene que los decretos de Dios de elección y reprobación preceden lógicamente al decreto de la caída, mientras que el infralapsarismo (llamado asimismo postlapsarismo y sublapsarismo) afirma que los decretos de Dios sobre elección y reprobación lógicamente siguen al decreto de la caída. Estas denominaciones a veces se utilizan en relación con otros temas, por ejemplo, la cristologia supra- e infralapsaria.
Muchos calvinistas rechazan, por diversas razones, tanto las posiciones infra- como supra-lapsarias. Herman Bavinck rechaza ambas porque considera que el sistema completo del plan de salvación de Dios es orgánico con cada parte mutuamente dependiente y determinativa, y no que algunas partes "son causa" de otras. Otros calvinistas (y muchos no calvinistas o arminianos) rechazan los puntos de vista lapsarios porque perciben que es innecesario y una especulación suponer cualquier esquema de orden particular de los decretos. Los críticos del lapsarismo sostienen a menudo que es imposible concebir un proceso temporal mediante el cual Dios, en la eternidad, emite decretos, y que es imposible conocer la mente de Dios sin evidencia directa.
|             | Supralapsarismo Antelapsarismo           | Infralapsarismo Sublapsarismo Postlapsarismo |
| ----------- | ---------------------------------------- | -------------------------------------------- |
| Decreto de: | Salvar algunos y condenar a otros        |                                              |
| Decreto de: | Crear el elegido y al réprobo            | Crear a los seres humanos                    |
| Decreto de: | Autorizar la caída                       | Autorizar la caída                           |
| Decreto de: |                                          | Salvar algunos y condenar a otros            |
| Decreto de: | Otorgar la salvación solo a los elegidos | Otorgar la salvación solo a los elegidos     |

## Historia
Los primeros en articular el punto de vista supralapsario fueron Teodoro de Beza y Jerome Zanchius. Posteriormente, calvinistas muy influenciados por la teología de Beza abrazaron el supralapsarismo. En Inglaterra la influencia de Beza se manifestó en Cambridge, donde William Perkins y William Ames se manifestaron a favor de ella, así como Franciscus Gomarus en los Países Bajos. Posteriormente, William Twisse escribe dos libros que analizan el supralapsarismo con gran detalle, uno en latín titulado Vindiciae gratiae, potestatis, et providentiae Dei y una obra más breve en inglés titulada The Riches of God's Love unto the Vessels of Mercy. Durante el siglo XX, entre los que han apoyado el supralapsarismo se cuentan Abraham Kuyper, Herman Hoeksema, Arthur Pink, Gordon Clark. Se estima que históricamente, menos del 5% de los calvinistas han sido supralapsarios. Según Loraine Boettner y Curt Daniel, no hubo ningún teólogo reformado de renombre que fuera supralapsario y muy pocos calvinistas modernos son supralapsarios.
La posición del infralapsarismo parece que queda expresada en el Sínodo de Dort en 1618. En los Cánones de Dort, Primer Punto de Doctrina, Artículo 7, dice:

"Esta elección es un propósito inmutable de Dios mediante el cual Él, antes de la creación del mundo, de entre todo el género humano caído, por su propia culpa, de su estado original de rectitud, en el pecado y la perdición, predestinó en Cristo para salvación, por pura gracia y según el beneplácito de Su voluntad, a cierto número de personas, no siendo mejores o más dignas que las demás, sino hallándose en la misma miseria que aquellas; y puso a Cristo, también desde la eternidad, por Mediador y Cabeza de todos los elegidos, y por fundamento de la salvación. Y, a fin de que fueran hechos salvos por Cristo, Dios decidió también dárselos a Él, llamarlos y atraerlos poderosamente a Su comunión por medio de Su Palabra y Espíritu Santo, o lo que es lo mismo, dotarlos de la verdadera fe en Cristo, justificarlos, santificarlos y, finalmente, guardándolos poderosamente en la comunión de Su Hijo, glorificarlos en demostración de Su misericordia y para alabanza de las riquezas de Su gracia soberana. Conforme está escrito: “según nos escogió en Él antes de la creación del mundo, para que fuéramos santos y sin mancha delante de Él. En amor nos predestinó para la adopción como hijos para sí mediante Jesucristo, conforme al beneplácito de su voluntad, para alabanza de la gloria de su gracia que ha impartido gratuitamente sobre nosotros en el Amado” (Efesios 1:4-6); y en otro lugar: “y a los que predestinó, a ésos también llamó; y a los que llamó, a ésos también justificó; y a los que justificó, a ésos también glorificó” (Romanos 8:30)". Los Cánones de Dort